# Pirs (módulo da ISS)

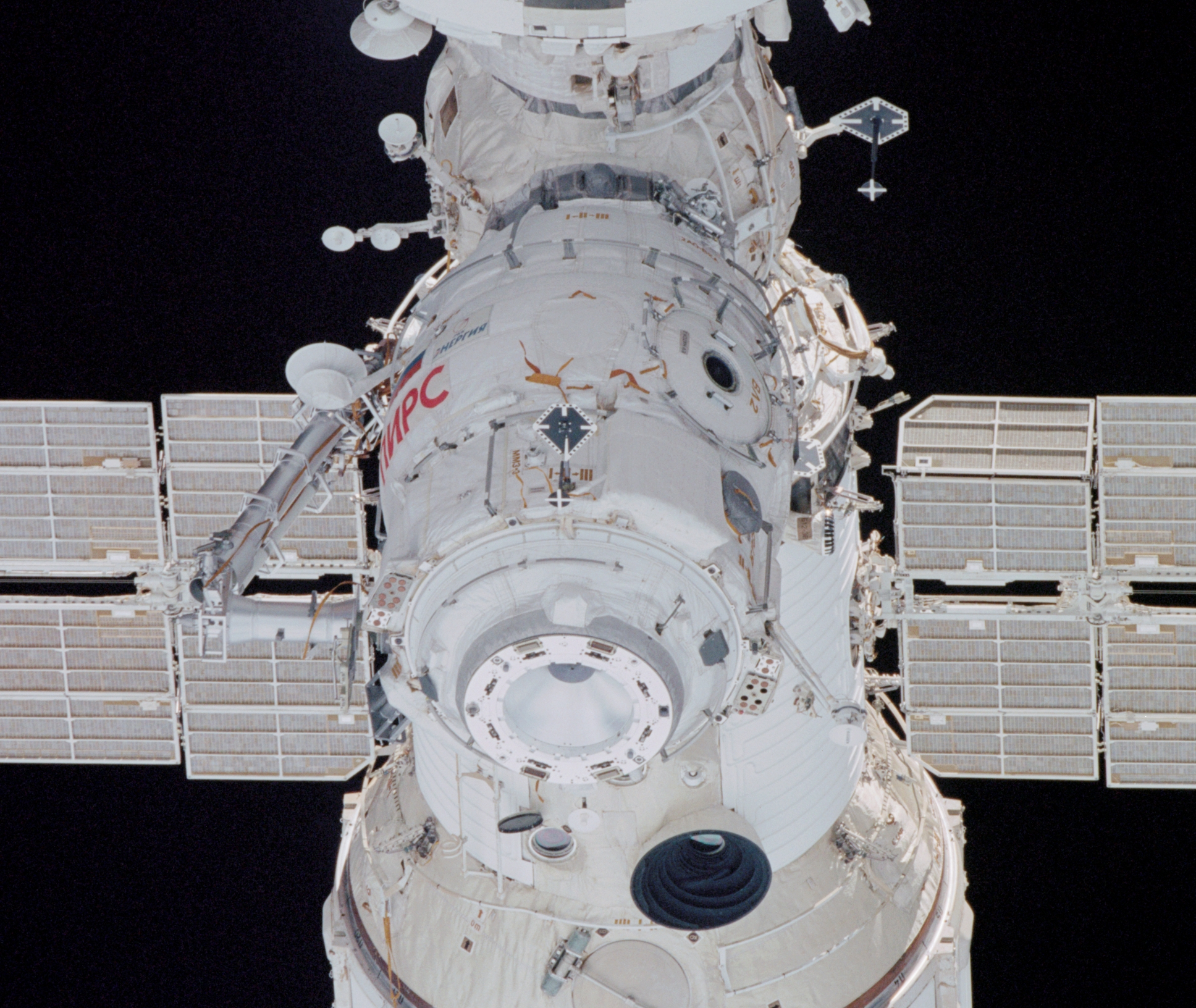
O módulo "Pirs" na ISS

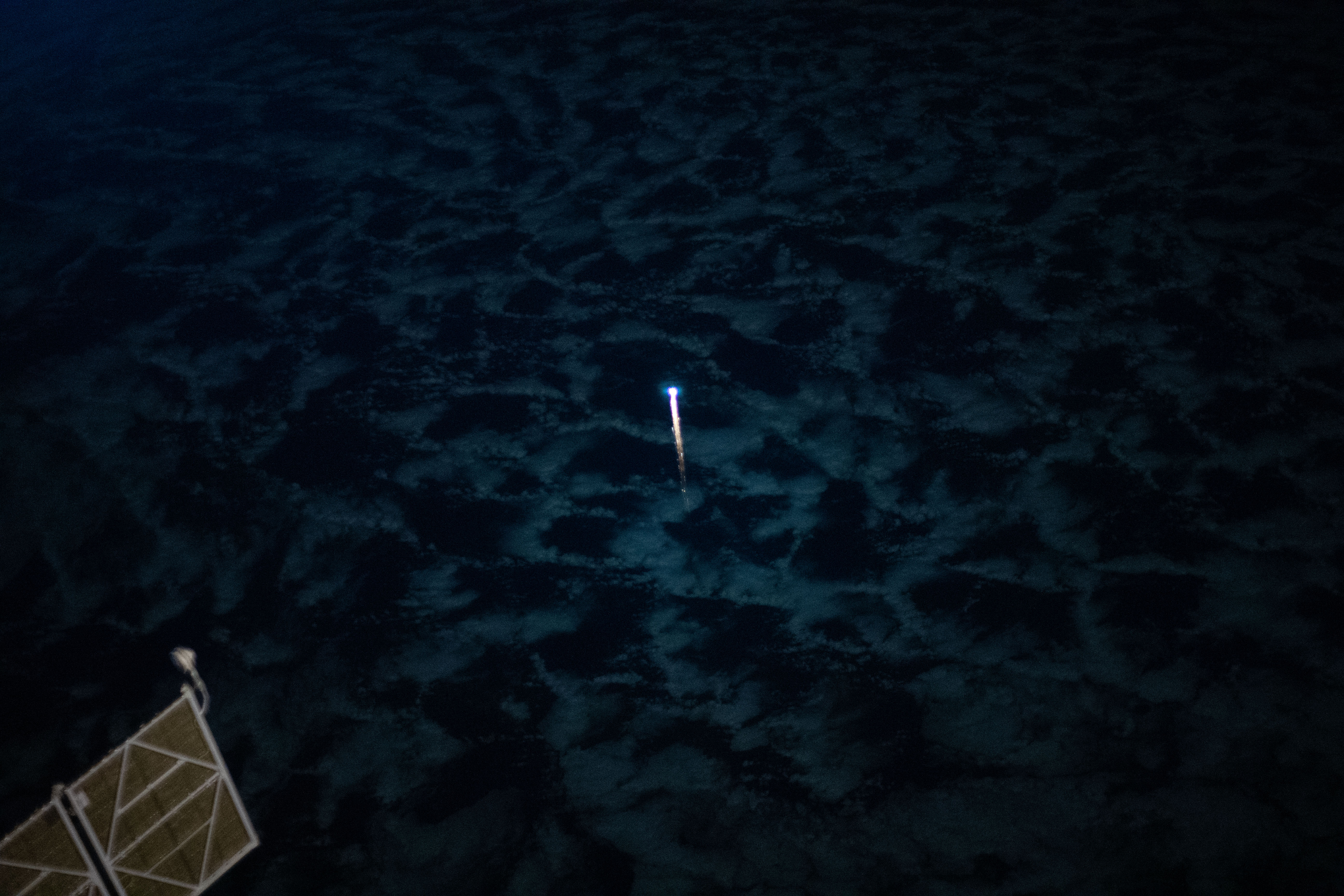
Pirs e Progress MS-16 sendo destruídos na atmosfera.

Pirs (em russo: Пирс, significando "cais") também chamado de Stikovochny Otsek 1 ou SO-1 (em russo: Стыковочный отсек, "módulo de acoplamento ")  foi um módulo  da Estação Espacial Internacional e um dos dois módulos de acoplagem inicialmente previstos para a ISS. O Pirs foi lançado em agosto de 2001 e funcionou para acoplagem de espaçonaves russas além de ter sido utilizado para saída e entrada dos cosmonautas utilizando trajes espaciais russos Orlan. Quando o segmento russo da ISS foi redesenhado em 2001, o novo design não incluiu o SO-2, e sua construção foi cancelada. Embora ele fosse a única câmara para caminhadas espaciais do segmento russo da estação, as EVAs podem também ser conduzidas a partir da câmara no módulo Quest da parte norte-americana da ISS. Ele estava atracado no porto Nadir (inferior, voltado para a Terra) do módulo Zvezda.
O módulo estava planejado para ser desatracado da ISS e deorbitado em 2017 pela Progress MS-06, com o objetivo de ser substituído pelo novo módulo-laboratório russo Nauka, porém, devido a vários adiamentos no lançamento deste último, esta manobra foi adiada até 2021.

## História
O projeto inicial da ISS previa dois Compartimentos de Embarque Russos (DC - Docking Compartments) durante a sequência de montagem, para proporcionar entrada e saída para as atividades extraveiculares dirigidas pelos russos e portas de embarque adicionais para a ISS. Seriam batizadas como "S01" (Pirs) e "S02". A S01 Pirs foi lançada em agosto de 2001 e a "S02" foi cancelada.
O compartimento de embarque russo foi construído pela RKK Energia e é semelhante aos utilizados pela estação espacial Mir. Proporcionava portas de embarque para as naves Soyuz e Progress. Também dispunha de um despressurizador para acomodar caminhadas no espaço pelos cosmonautas russos equipados com trajes espaciais Orlan.
O "S01" foi acoplado à Estação Espacial Internacional por versões especiais da nave Progress-M e tem de massa 3 630 kg. O Pirs encontrava-se acoplado a escotilha Nadir do módulo de serviço Zvezda. Ele tinha sido concebido para ser substituído quando fosse instalado o "S02", embora este último tenha sido cancelado por falta de fundos. 
Fim da missão
Após 19 anos na estação o módulo foi desacoplado junto do Progress MS-16 as 10:55 UTC do dia 26 de julho de 2021 e reentrou na atmosfera densa as 14:42 UTC. Com isso, Pirs foi o primeiro módulo da estação a ser permanentemente descartado. No seu lugar, foi acoplado o laboratório Nauka.

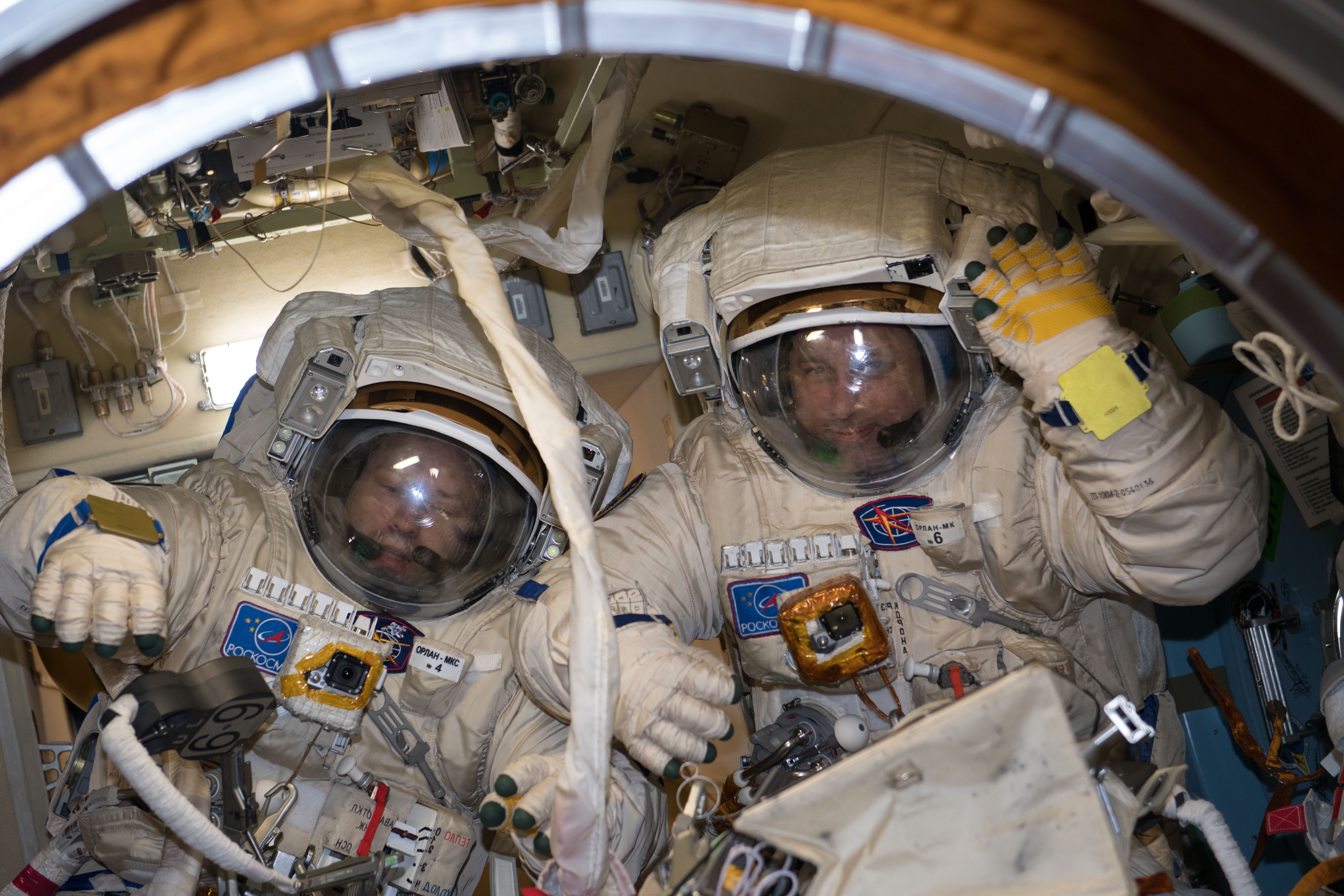
Cosmonautas no interior do Pirs antes de caminhada espacial.

## Especificações
- Comprimento: 4,91 m
- Diâmetro: 2,55 m
- Peso: 3,580 kg
- Volume: 13 m³ [6]